# Metro Bank
Metro Bank est une banque britannique fondée par Vernon Hill en 2010. Sa banque est notamment notable par certains services d'offres ces agences, comme l'ouverture le dimanche et tard le soir, ou encore un remplacement de carte de crédit facilité.

## Histoire
Metro Bank ouvre sa première agence en 2010, à Londres. Metro Bank est introduit en bourse en mars 2016.
En juillet 2017, Metro Bank lève 278 millions de livres, représentant une participation de 10 % dans son capital. A ce moment là, la banque possède 48 agences pour environ 1 million de clients,.
Le cours de la banque a perdu 98% de sa valeur depuis que la société est entrée en bourse. Elle subit un nouveau revers en octobre 2023 alors qu'elle tente de lever 600 millions de livres.
En novembre 2023, Metro Bank annonce le licenciement de 20 % de ses effectifs (la banque emploie alors 4 000 personnes).